# Hillnhütten

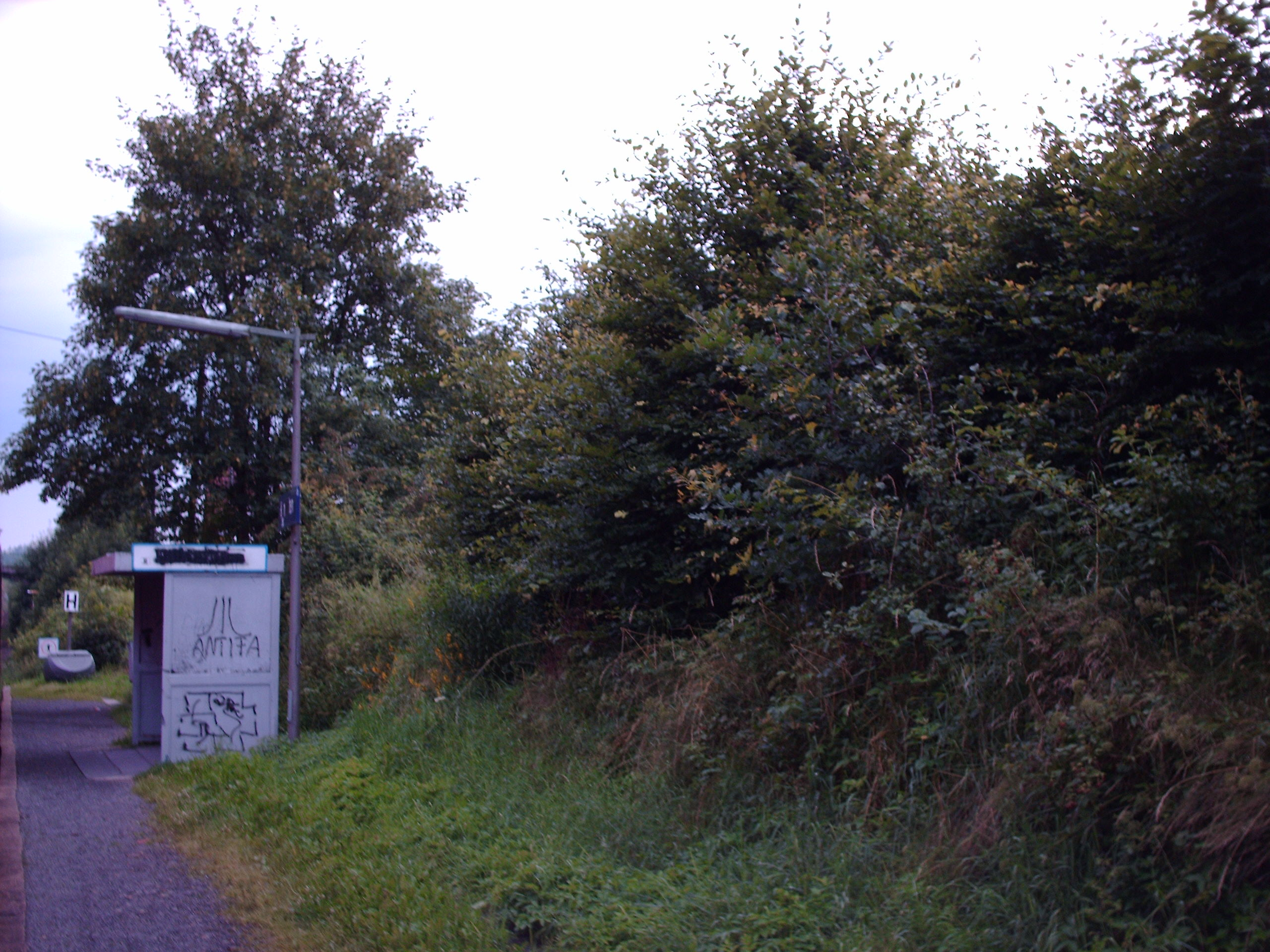
Haltepunkt der Bahn in Hillnhütten

Hillnhütten ist ein Teil des der nordrhein-westfälischen Stadt Hilchenbach zugehörigen Stadtteils Dahlbruch und eine ehemals eigenständige Gemeinde.

## Geschichte
Namensgebend für Hillnhütten war vermutlich eine im 15. Jahrhundert durch ein Gewerke Hilln errichtete Hütte. Ein Hillnhüttener Hammer wurde 1494 erwähnt. Im 18. Jahrhundert war Hillnhütten der Kirchengemeinde Netphen zugeordnet. Dies änderte sich 1859, als der Ort zum Kirchspiel Müsen wechselte. 1824 schloss sich der Ort der Schulgemeinde Dahlbruch an. Für das Jahr 1828 ist die Existenz einer ersten, den Familien Loos und Böcking gehörenden Gerberei verzeichnet. Vier Jahre später gab es bereits drei Gerbereien. Die weiteren Besitzer waren die Familie Sapp und August Klein. Die Gerbereien und der vor Ort vorhandene Reck- und Stahlhammer trugen dazu bei, dass der Ort Mitte des 19. Jahrhunderts zu den reichsten des Siegerlandes gehörte. Die Einwohnerzahl Hillnhüttens, das 1840 aus neun von 15 Familien bewohnten Häusern bestand, betrug zu diesem Zeitpunkt 130. Im Jahr 1895 zählte man 121 Einwohner, 1900 waren es 127.
Die ehemals selbständige Gemeinde Hillnhütten wurde aufgrund eines auf wirtschaftlichen Erwägungen beruhenden Beschlusses der Gemeindevertretung vom 18. Dezember 1900 mit Wirkung vom 27. August 1901 antragsgemäß mit ihren Gemeindeteilen Schweisfurth und Winterbach nach Dahlbruch eingemeindet.

## Infrastruktur
In Hillnhütten befindet sich ein Haltepunkt an der Bahnstrecke Kreuztal–Cölbe.